# Asha-Rose Migiro
Asha-Rose Mtengeti Migiro (Songea, 9 de julho de 1956) é uma advogada, professora e política tanzaniana. Foi Vice-Secretária-Geral das Nações Unidas, entre 05 de fevereiro de 2007 e 01 de julho de 2012.

## Nascimento e vida
Migiro nasceu em Songea, no país africano da Tanzânia, no ano de 1956. Casou-se com Cleophas Migiro, com quem teve duas filhas.

## Educação e formação
Iniciou sua educação na Escola Primária de Mnazi Mmoja no ano de 1963, mais tarde mudou-se para a Korogwe Escola Primária, mais tarde ingressou na Weruweru Escola Secundária, concluindo na Korogwe Escola Secundária, onde se formou em 1975. 
Em 1984, recebeu o título de Mestre pela Universidade de Dar-es-Salaam, universidade onde graduou-se com o título de bacharelado. Em 1992, concluiu o doutorado em Direito pela Universidade de Konstanz, na Alemanha.
Antes de entrar para a política, foi professora da Faculdade de Direito da Universidade de Dar-es-Salaam, dirigindo o Departamento de Constituição e Direito Administrativo (1992-1994) e o Departamento de Direito Civil e Criminal (1994-1997).

## Vida política
Tornou-se uma das maiores vozes femininas da Tanzânia, juntamente com Anna Tibaijuka, que também ocupa um cargo na ONU. Representou diversas vezes o Continente Africano em encontros internacionais e foi por ela que muitas missões de paz na África e Ásia foram comandadas e executadas.
De 2000 a 2006 foi Ministra do Desenvolvimento Comunitário, Gênero e Infância em seu país. Em 4 de janeiro de 2006, foi nomeada Ministra dos Negócios Estrangeiros e Cooperação Internacional da Tanzânia. O ministro que ocupava o cargo, Jakaya Kikwete, foi eleito presidente e a nomeou em seu novo gabinete. Foi a primeira mulher no cargo desde da independência da República Unida da Tanzânia.
Atuou como presidente do Conselho de Segurança das Nações Unidas durante o debate aberto pela paz, segurança e desenvolvimento na região dos Grandes Lagos.
Migiro foi nomeada para o cargo adjunto das Nações Unidas pelo novo Secretário-Geral eleito Ban Ki-moon, em 5 de janeiro de 2007. Sendo oficializado, quando assumiu o cargo, no dia 1º de fevereiro de 2007.